# L-60 Brigadýr
L-60 Brigadýr je československý jednomotorový celokovový hornoplošník s pevným podvozkem ostruhového typu z 50. let 20. století. Typ byl užíván jako zejména jako zemědělský, vojenský pozorovací a spojovací letoun, a uplatnění nalezl také v řadě oblastí civilního všeobecného letectví.:s.82–83  Z pozdější doby je možno najít i dodatečně vzniklá označení Aero L-60, nebo Orličan L-60. V době svého vývoje, sériové výroby i provozu však byl veden pouze pod označením L-60, bez specifikace výrobce, respektive držitele typového certifikátu (více viz záložka Diskuse).

## Vznik
Roku 1951 vypsalo MNO soutěž na předprojekty víceúčelového třímístného letounu, který by nahradil zastaralý stroj K-65 Čáp. Soutěž vyhrál návrh LB-60 šéfkonstruktéra Ondřeje Němce. Počátkem roku 1952 začaly vycházet první výrobní výkresy z konstrukční skupiny LB, která původně byla součástí firmy Aero ve Vysočanech, ale teď zde působila již jen jako součást tzv. Sdružených konstrukcí (viz též záložka Diskuse). Stejně jako byla centralizována letecká konstrukce, byla v té době centralizována i výroba prototypů do prototypové dílny bývalé továrny Aero ve Vysočanech. Personální a výrobní problémy však vedly k projednávání stavby prototypu v podniku Orličan Choceň.
Nedostatek vývojové kapacity a technické potíže provázely také vývoj ploché šestiválcové pohonné jednotky M-208B ing. Kruliše. Očekávaný výkon 176 kW nepřesáhl 147 kW. Na sklonku roku 1953, kdy byl v Chocni dokončen drak XL-60, nebyl ještě prototyp motoru připraven k instalaci. Narychlo byl proto adaptován motor Argus As 10C o 176 kW s původní dvoulistou dřevěnou vrtulí, převzatý z K-65.

## Vývoj

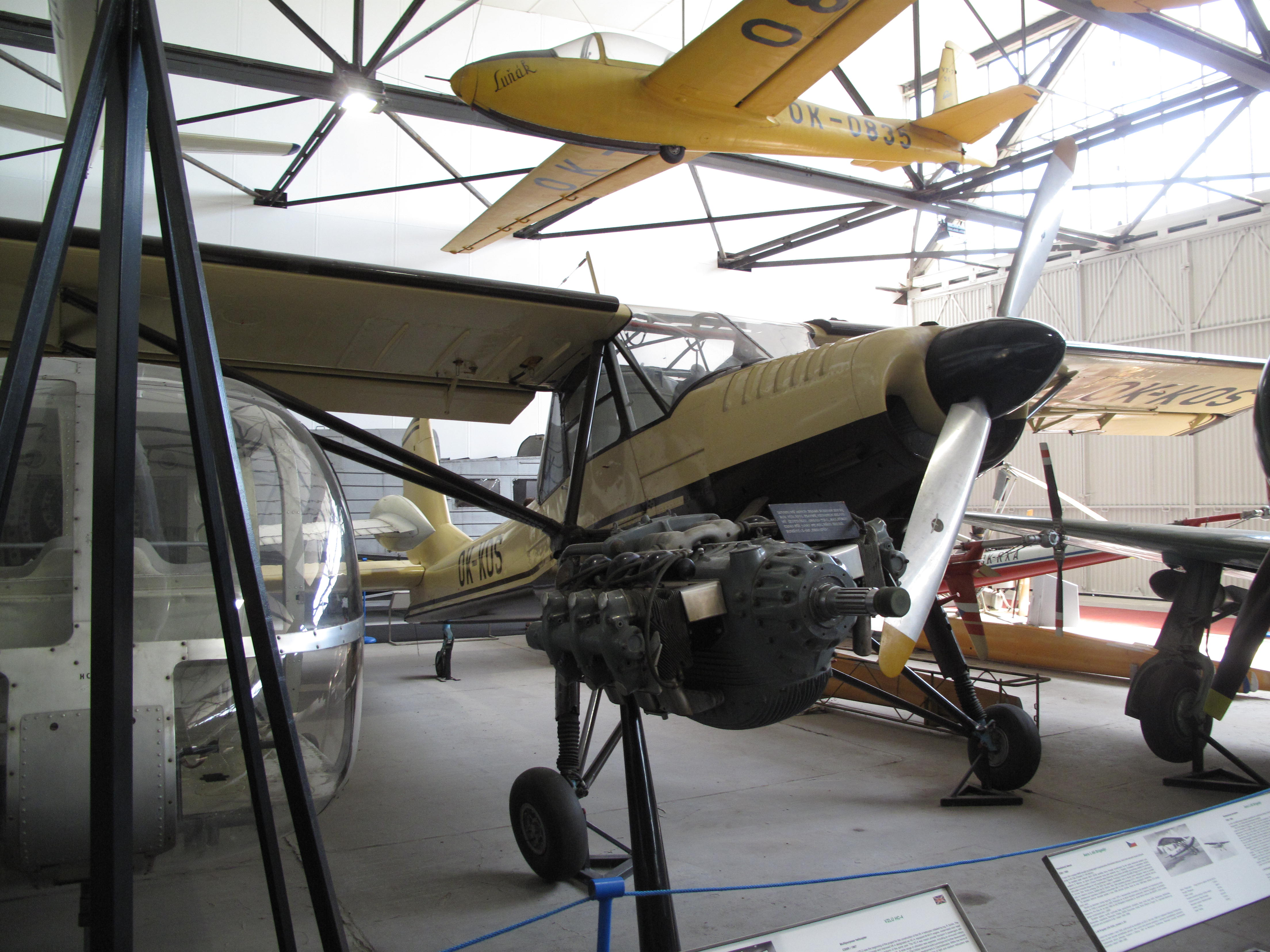
L-60 Brigadýr (OK-KOS), Letecké muzeum Kbely

Prototyp XL-60 (010) poprvé vzlétl 24. prosince roku 1953. Letoun měl problémy se stabilitou, jejíž hlavní příčinou byly vodorovné ocasní plochy, které se několikrát přepracovávaly. Od léta 1953 převzal vývoj XL-60 po tragicky zesnulém Ondřeji Němcovi ing. Zdeněk Rublič.
Dne 8. června 1954 byl prototyp XL-60 konečně zalétán s motorem M-208B a novou vrtulí V-411. Obě složky pohonné skupiny však byly zdrojem neustálých problémů během testů a později také u sériových strojů.
Druhý prototyp XL-60 (OK-JEA) provedl první let 22. března 1955 a byl pojmenován Brigadýr. V jeho kabině byla kovová nádrž pro 300 kg tuhých, nebo tekutých chemikálií, určených k aplikaci v zemědělství. Dávkovač a rozmetadlo pocházely ze SSSR, pracovalo se však na vlastním tuzemském zařízení. Pohon celého systému zajišťovala vrtulka na stojanu nad trupem, pozdější verze byly poháněny přímo od motoru.

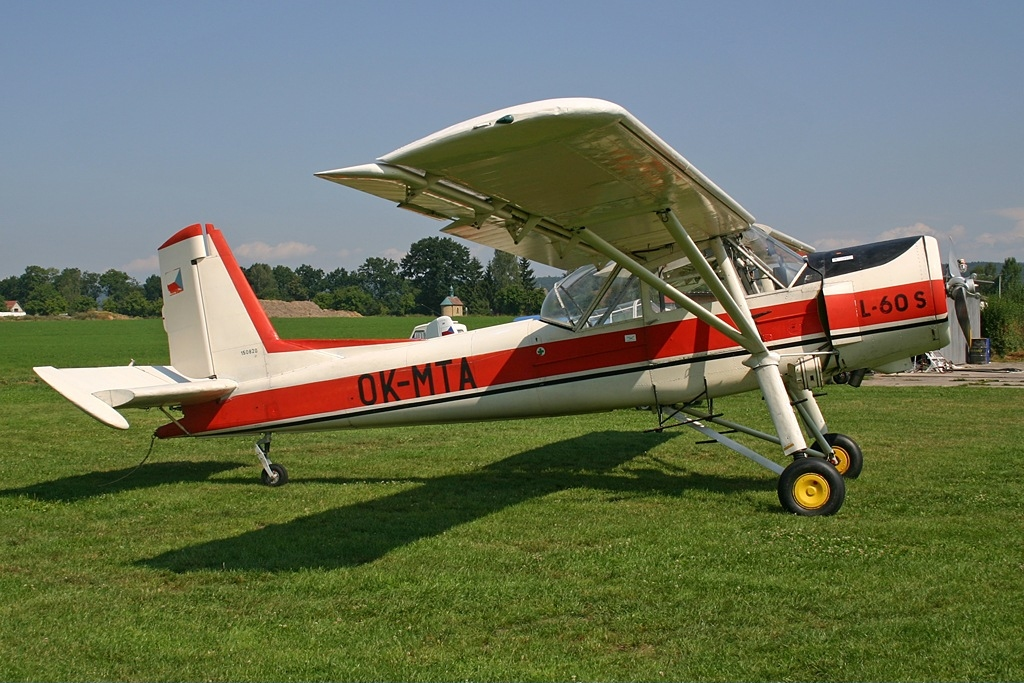
Aero L-60S Brigadýr (OK-MTA)

Třetím prototypem byl vojenský XL-60, zalétaný 28. června 1955. Při zkouškách ve VZLÚ nesl trupové označení V-01. Představoval Rubličovu technologicky a aerodynamicky přepracovanou verzi pro maximálně zjednodušenou a levnou sériovou výrobu. Spojovací a průzkumný letoun byl vyzbrojen jedním pohyblivým kulometem MG 15 ráže 7,92  mm v zadním střelišti a dvěma pumovými závěsníky. Sériové letouny značené K-60 byly ČSLA používány v letech 1958 až 1968.
Po státních zkouškách v roce 1956 byla v n. p. Orličan vyrobena ověřovací série patnácti letounů L-60, převážně v civilním provedení. Do ukončení sériové produkce v roce 1959 vzniklo celkem 273 kusů Brigadýrů, z toho asi 20 % ve vojenské verzi K-60.:s.83

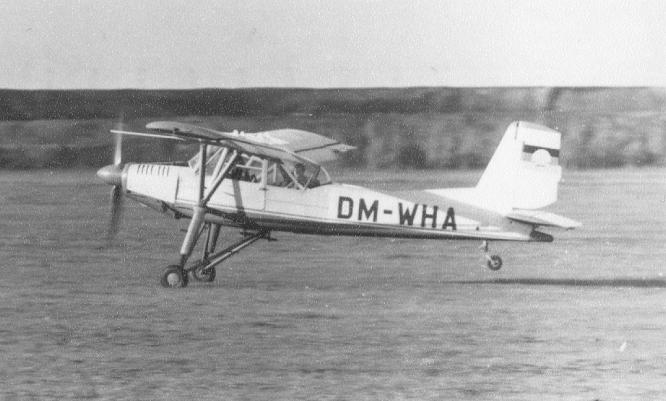
Aero L-60 Brigadýr (výr. č. 151124, DM-WHA)

O další modernizaci letounu L-60 se ing. Rublič pokusil již v roce 1957. Na počátku tohoto roku bylo v prototypových dílnách VZLÚ postaveno nové křídlo a později i nové celokovové ocasní plochy. V dubnu byly zahájeny letové testy nového typu L-160, avšak sériová výroba zahájena nebyla. Stroj byl zajímavý tím, že trup zcela odpovídá sériové verzi vojenského Brigadýra označovaného K-60. První let provedl dne 5. dubna 1957 šéf pilot Ing. Rudolf Duchoň. Poté byl stroj předán do stavu Výzkumného a zkušebního leteckého ústavu Praha ke zkouškám křídla. Ve Vojenském zkušebním ústavu VZS 031 letoun označený jako K 160 v roce 1966 dolétal, poté byl předán do sbírek VHÚ a je vystaven v Leteckém muzeu Kbely.

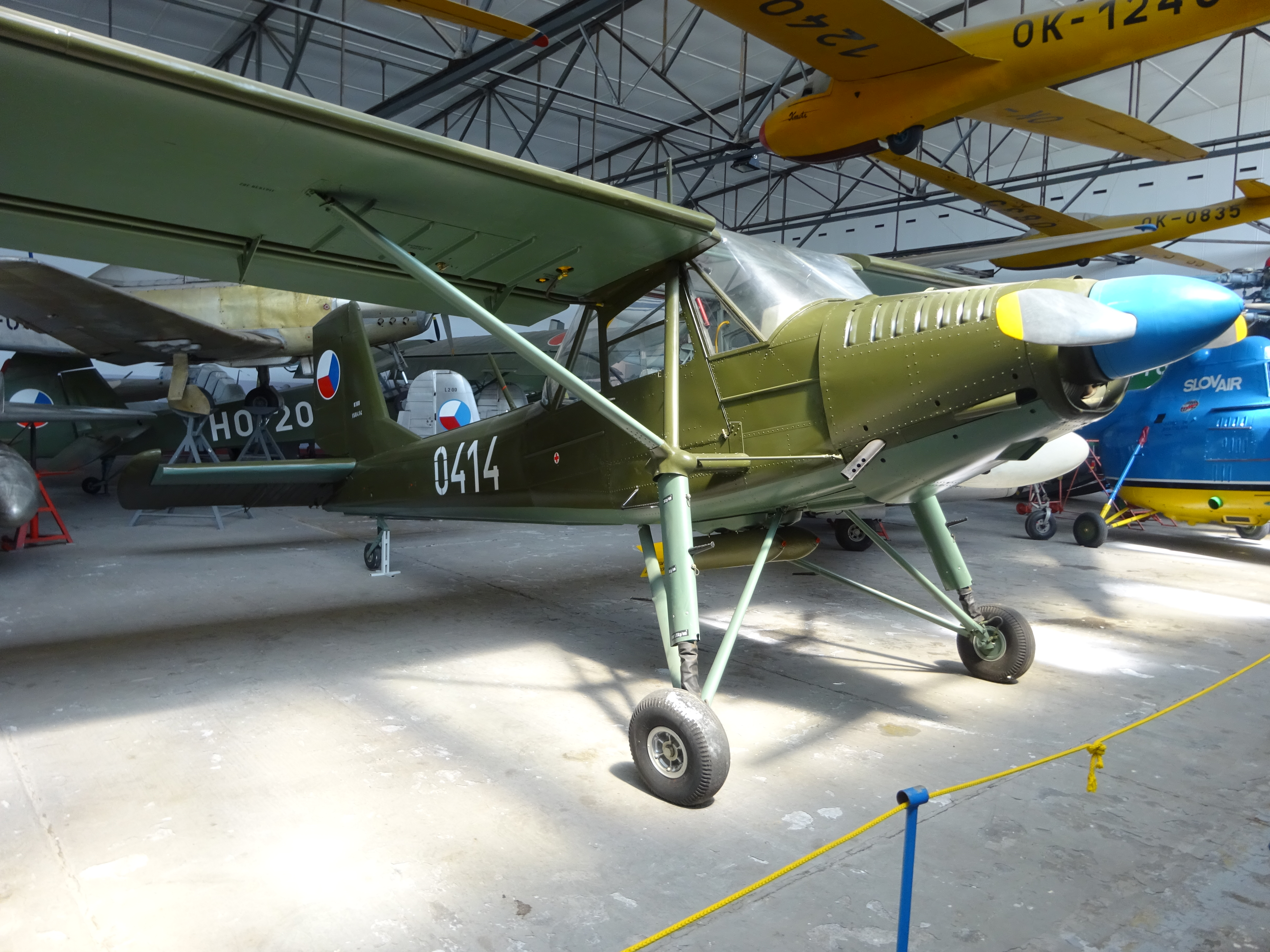
Prototyp letounu Aero XL-160 (K 160), výr. č. 150414, Letecké muzeum Kbely (2023)

V roce 1975 uskutečnil podnik Aerotechnik v Kunovicích přestavbu L-60, spočívající v instalaci polského hvězdicového motoru AI-14RA. Vznikla tak verze L-60S (OK-MTI). Postupně se tímto způsobem upravovaly všechny L-60 ze Svazarmu.
Společnost Slov-Air poslední své čtyři exempláře L-60 upravila instalací motorů včetně krytů z letounu Z-37. Tato úprava z roku 1983 nesla označení L-60SF.

## Nasazení
Hlavním odběratelem L-60 byl podnik Agrolet, který postupně převzal 64 kusů se zemědělským zařízením československé konstrukce. Brigadýr byl exportován do většiny států RVHP, Rakouska, Švýcarska a Egypta. Řadu L-60 získal také Svazarm, kde byly využívány jako vlečné až tří kluzáků najednou, nebo jako výsadkové pro tři parašutisty.

## Specifikace (L-60 Brigadýr)
Údaje podle

### Technické údaje
- Osádka: 1
- Kapacita: 2–3 cestující
- Rozpětí: 13,96 m
- Délka: 8,80 m
- Výška: 2,70 m
- Nosná plocha: 24,30 m²
- Plošné zatížení: 58,4 kg/m²
- Hmotnost prázdného stroje: 912 kg
- Vzletová hmotnost: 1 420 kg
- Pohonná jednotka: 1 × šestiválcový plochý motor Praga Doris B
- Výkon pohonné jednotky: 220 k (162 kW)

### Výkony
- Maximální rychlost: 193 km/h
- Cestovní rychlost: 170 km/h
- Dolet: 720 km
- Dostup: 4 500 m
- Stoupavost: výstup do výše 1 000 m za 4,6 min